# Geocapromys ingrahami
Geocapromys ingrahami é uma espécie de roedor da família Capromyidae. Endêmica das Bahamas, onde é conhecida apenas de East Plana Key, sendo introduzida em Little Wax Cay (1973) e Warderick Wells Cay (1981).